# 김건 (전한)
김건은 김일제(기원전 134년 ~ 기원전 86년 음력 8월)의 3남으로 기원전 96년경 출생하였을 것으로 추정되며, 김일제 사후 투후 작위가 2남 김상에게 주어졌다.